# Grum
Grum je priimek v Sloveniji, ki ga je po podatkih Statističnega urada Republike Slovenije na dan 1. januarja 2010 uporabljalo 591. 

## Znan nosilci priimka
- Aleksander Grum, filmski režiser
- Andreja Grum (1907—?) kulinaričarka, poljudna publicistka
- Anton Grum (1877—1975), glasbenik, skladatelj
- Danijel Grum (1909—1990), dirigent, skladatelj
- Darja Kobal Grum (*1967), psihologinja, univ. prof.
- Franc Grum (1922—1985), četnik?, po vojni fizik in tehnični inovator, prof. (v ZDA)
- Franc Grum (1927—2010?), agronom
- Frid(erik)a Grum (1912—2004), amaterska gladališka igralka
- Janez Grum (1912—2014), klasični filolog, prof.; domobranec, emigrant
- Janez Grum (*1946), strojnik, univ. profesor
- Jožica Grum, prevajalka
- Marjan Grum (*1939), likovni umetnik v Argentini
- Martin Grum (*1958), zgodovinar, bio-bibliograf, leksikograf
- Miha Grum, filmolog
- Natalija Grum, arheologinja, ilustratorka, fotografinja
- Peter Grum (*1976), muzikolog
- Rado Grum (1883—1949), šolnik, strokovnjak za zadružno knjigovodstvo
- Samo Grum (*1979), košarkar
- Slavko Grum (1901—1949), zdravnik psihiater, dramatik in pripovednik
- Tatjana Premk Grum (1943—2009), filmska delavka (režiserka, dramaturginja, filmologinja)